# Bronte Campbell
Bronte Campbell (Blantyre, 14 maggio 1994) è una nuotatrice australiana, specialista dei 50 e dei 100 metri stile libero e sorella minore della nuotatrice Cate Campbell.
Ha partecipato ai Giochi Olimpici di Londra 2012 nei 50 stile libero arrivando fino alle semifinali, dove è stata eliminata con il 10º tempo.
Ha vinto la medaglia d'oro ai Campionati mondiali giovanili di nuoto 2011 a Lima nei 50 stile libero, un argento ai mondiali senior 2013 di Barcellona con la staffetta 4x100 stile libero e, sempre con questa staffetta, una medaglia d'oro ai Campionati panpacifici di nuoto 2014.

## Palmarès
- Giochi olimpici

Rio de Janeiro 2016: oro nella 4x100m sl.
Tokyo 2020: oro nella 4x100m sl e bronzo nella 4x100m misti mista.
Parigi 2024: oro nella 4x100m sl.
- Mondiali

Barcellona 2013: argento nella 4x100m sl.
Kazan 2015: oro nei 50m sl, nei 100m sl e nella 4x100m sl e bronzo nella 4x100m misti.
Budapest 2017: argento nella 4x100m sl e nella 4x100m misti mista e bronzo nella 4x100m misti.
Gwangju 2019: oro nella 4x100m sl e nella 4x100m misti mista e argento nella 4x100m sl mista.
- Mondiali in vasca corta

Doha 2014: argento nei 50m sl e nella 4x100m misti.
- Campionati panpacifici

Gold Coast 2014: oro nella 4x100m sl, argento nei 50m sl e nei 100m sl.
- Giochi del Commonwealth

Glasgow 2014: oro nella 4x100m sl e nella 4x100m misti, argento nei 100m sl e bronzo nei 50m sl.
Gold Coast 2018: oro nei 100m sl, nella 4x100m sl e nella 4x100m misti e argento nei 50m sl.
- Mondiali giovanili

Lima 2011: oro nei 50m sl e bronzo nei 100m sl.

## International Swimming League
| Stagione 2019 | Stagione 2020 | Stagione 2021 |
| ------------- | ------------- | ------------- |
| London Roar   | -             | LA Current    |